# Hemigraphis repanda
Hemigraphis repanda es una especie de planta perteneciente a la familia Acanthaceae. Se encuentra en Indonesia. Se puede regar varias veces por semana.

## Descripción
Es una planta herbácea perennifolia que alcanza los 15 cm de altura. Crecen cubriendo todo el terreno que tienen a su disposición. En invierno toma una coloración verdiblanca. Se trata de plantas siempre verdes que mantienen las hojas por todo el  año. 

## Taxonomía
Hemigraphis repanda fue descrita por Gustav Lindau y publicado en Nova Acta Acad. Caes. Leop.-Carol. German. Nat. Cur. 70: 198 1897. 